# Hultaby slott

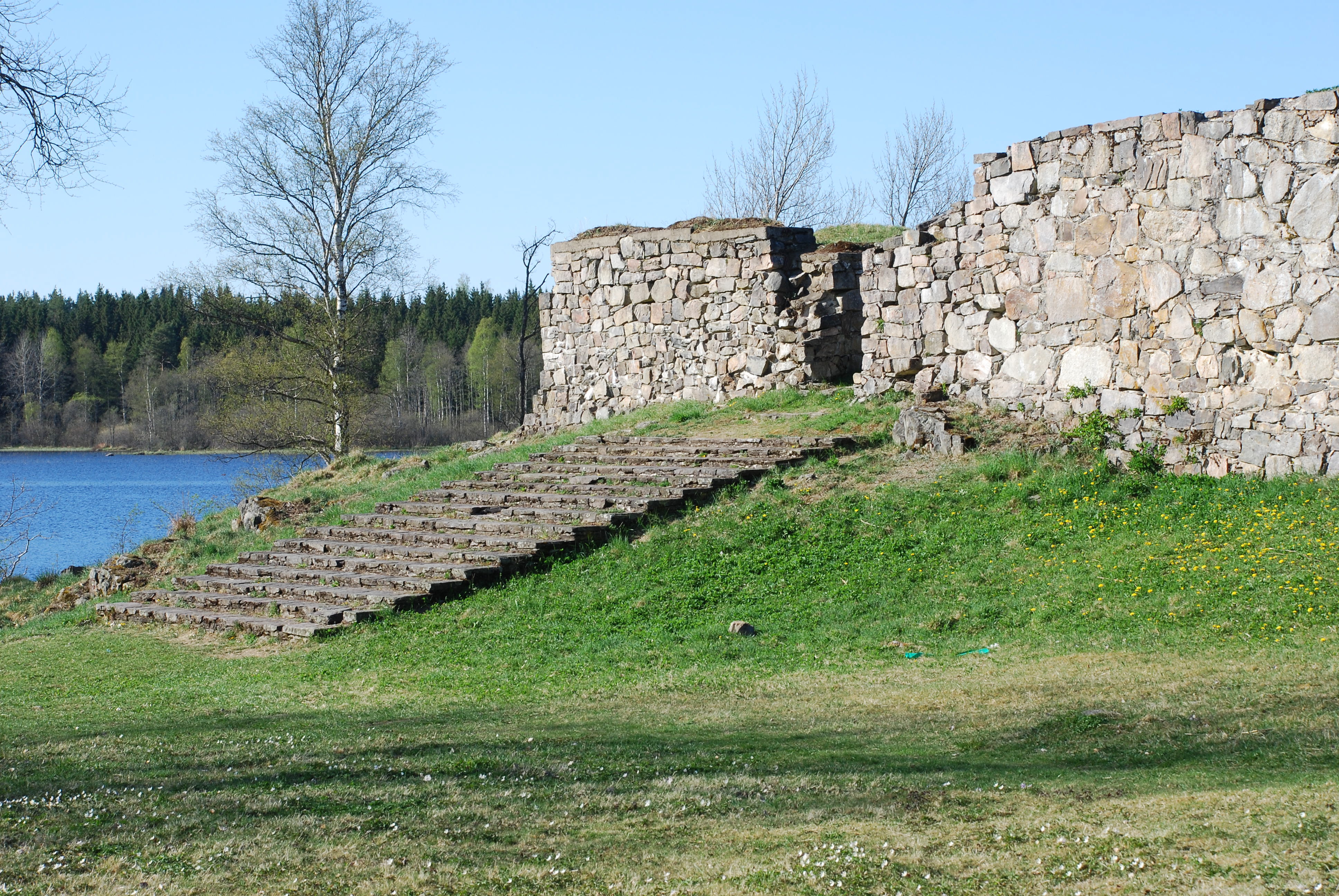
Skiffertrappan

Hultaby slott är ruinerna efter en medeltida borg som låg på en utskjutande udde i Norrasjön i Näsby socken i Vetlanda kommun i Småland.
Borgen var strategiskt placerad vid Emåns inlopp, man hade en vidsträckt utsikt över sjön och eventuella förbipasserande båtar.
Anläggningen består av ett borghus, en inre och en yttre borggård samt ca 19 husgrunder. Den inre borggården omges av en 5 meter hög bröstvärnsmur som delvis är raserad och överväxt med gräs. I muren finns två öppningar, till den stora öppningen leder en yttre monumental stentrappa av skiffer. Trappan rekonstruerades i samband med utgrävningar år 1934–1935 då rester av den ursprungliga trappan hittades.
Sex av husgrunderna är rester efter bostadshus i trä. De andra har en gång varit förrådshus och ladugårdslängor, även de byggda i trä. Genom fynd som hittades vid utgrävningarna 1934–35 har man kunnat datera borgen till år 1250–1350.
Borgen tillhörde riksrådet och riddaren Erengisle Sunesson (Bååt) från senast 1353, då den först omtalas i skriftliga dokument, och fram till hans död 1392. Erengisle Sunesson författade ett flertal brev här och borgen torde ha varit hans huvudgård. Han var på sin tid en av Sveriges mäktigaste män. Borgen brändes förmodligen av Albrekt av Mecklenburgs fogde Henrik av Holstein under 1360-talet, då det förekom inbördes strider mellan de rivaliserande svenska kungarna Magnus Eriksson och Albrekt av Mecklenburg. Men några byggnader måste ha stått kvar då Erengisle Sunesson 1392 skrev sitt testament på "Hultaboda ö".